# Ulf Stenlund
Ulf Stenlund (* 21. Januar 1967 in Falun) ist ein ehemaliger schwedischer Tennisspieler.

## Karriere
Stenlund gewann 1985 sowohl den schwedischen Juniorentitel als auch den nationalen schwedischen Meistertitel. Im Jahr darauf wurde er Tennisprofi und von der ATP als Newcomer of the Year ausgezeichnet. Er gewann noch im gleichen Jahr in Palermo seinen einzigen Einzeltitel auf der ATP World Tour. Zudem stand er im Halbfinale von Bordeaux und Stuttgart. 1987 stand er im Halbfinale von Bari, Genf und beim Monte Carlo Masters. In Bari errang er an der Seite seines Landsmanns Christer Allgårdh seinen einzigen Turniersieg im Doppel. In den nachfolgenden Jahren konnte er an diese Erfolge nicht anknüpfen. Er musste reihenweise Erstrundenniederlagen hinnehmen. In den 1990er Jahren spielte er dann auf der ATP Challenger Tour und auf Satellite-Turnieren. Seinen letzten Erfolg hatte er 1993, als er sich durch Siege unter anderem über Leander Paes für das Monte Carlo Masters qualifizieren konnte und im Hauptfeld Diego Nargiso und Guy Forget schlug, bevor er im Achtelfinale glatt in zwei Sätzen Jonas Svensson unterlag. Seine höchsten Notierungen in der ATP-Weltrangliste erreichte er 1987 mit Position 23 im Einzel und 229 im Doppel.
Sein bestes Abschneiden bei einem Grand-Slam-Turnier gelang ihm im Jahr 1986 mit seinen Achtelfinalteilnahmen bei den French Open im Einzel und bei den US Open im Doppel.

## Turniersiege
| Legende                       |
| Grand Slam                    |
| Tennis Masters Cup            |
| ATP Masters Series            |
| ATP International Series Gold |
| ATP International Series (2)  |

### Einzel
| Nr. | Datum           | Turnier | Belag | Finalgegner  | Ergebnis |
| --- | --------------- | ------- | ----- | ------------ | -------- |
| 1.  | 5. Oktober 1986 | Palermo | Sand  | Pablo Arraya | 6:2, 6:3 |

### Doppel
| Nr. | Datum          | Turnier | Belag | Partner           | Finalgegner                   | Ergebnis      |
| --- | -------------- | ------- | ----- | ----------------- | ----------------------------- | ------------- |
| 1.  | 11. April 1987 | Bari    | Sand  | Christer Allgårdh | Roberto Azar Marcelo Ingaramo | 2:6, 7:5, 7:5 |